# 810 Atossa
810 Atossa este un asteroid din centura principală, descoperit pe 8 septembrie 1915, de Max Wolf.